# 야세르 알모사일렘
야세르 압둘라 나세르 알모사일렘(아랍어: ياسر عبد الله ناصر المسيليم, Yasser Abdullah Nasser Al-Mosailem, 1984년 2월 27일 ~ )는 사우디아라비아의 축구 선수이다. 현재 알아흘리에서 활약하고 있으며, 포지션은 골키퍼다.

## 축구인 경력

### 클럽 경력
알아흘리의 골키퍼 야세르 알모사일렘은 퇴역 군인인 마브룩 자이드와 모함마드 후자를 대신하여 발탁되었다. 24세때 아시안컵에 첫출전을 하였고 팀은 준우승을 하였다.
2008년 알나스르에 두경기에서 승리하여 걸프컵을 들어 올렸다. 또한 2011년과 2012년에는 킹스컵을 들어 올렸다.

### 국가대표 경력
2018년 사우디아라비아 축구 국가대표팀 2018년 FIFA 월드컵 최종명단에 이름이 올랐다.

## 추천

### 클럽
- 알아흘리

- 사우디 페더레이션 컵: 2006-07
- 사우디아라비아 크라운 프린스 컵: 2006-07, 2014-15
- 걸프 클럽 챔피언컵: 2008
- 사우디 챔피언스컵: 2011, 2012, 2016
- 사우디 프로리그: 2015-16
- 사우디 슈퍼 잔: 2016

## 같이 보기
- 원클럽맨 명단